# Ernest Bussiére
Ernest Bussiére (Ars-sur-Moselle 1863 - Nancy 1913), fue un escultor y ceramista francés, de la École de Nancy.

## Biografía

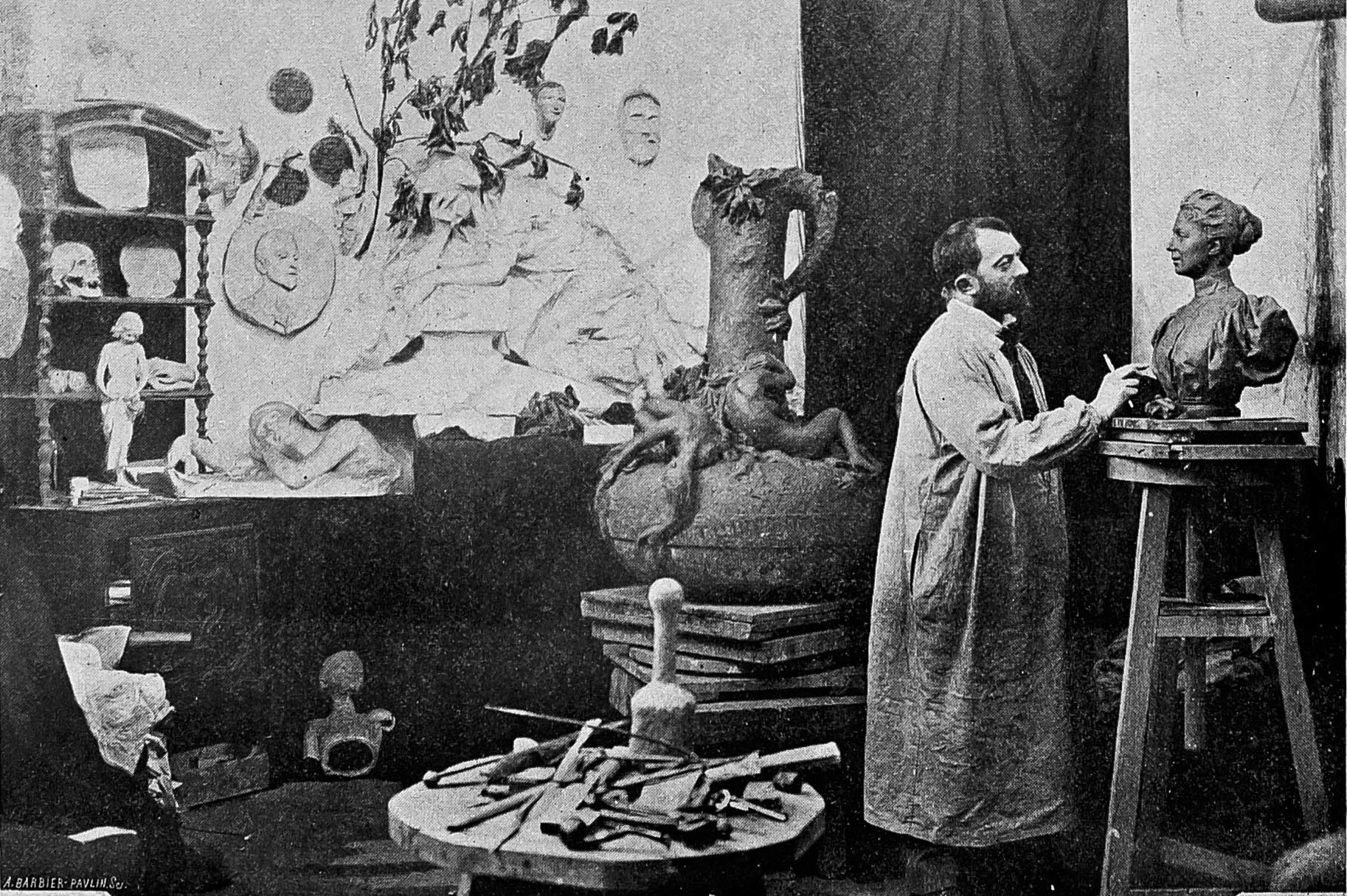

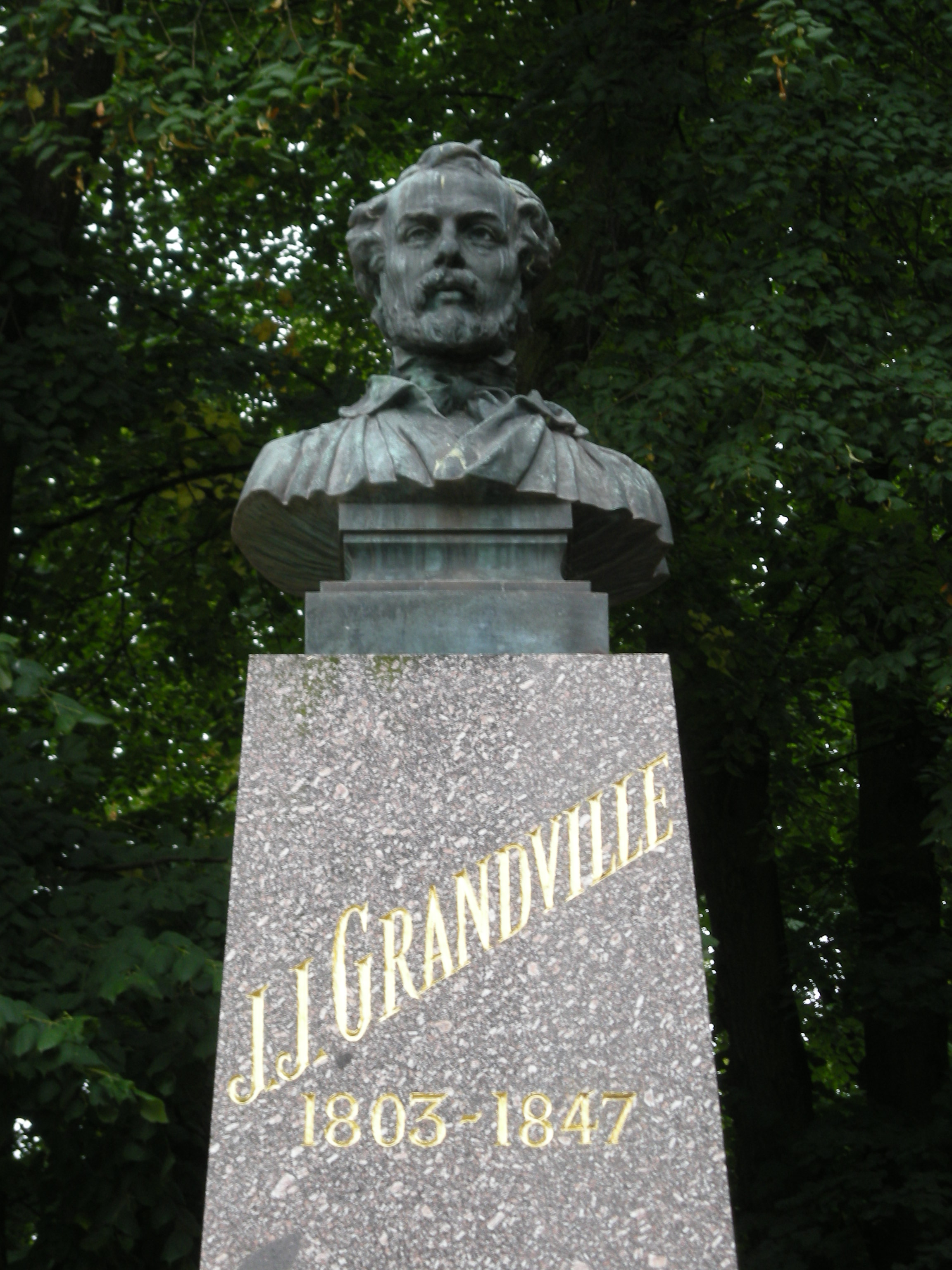
Busto (1893) de Grandville en el Parc de la Pépinière de Nancy.

Comenzó sus estudios en la Escuela Municipal de Bellas Artes de Nancy, tras recibir una subvención municipal y en 1883 fue admitido en la Escuela Nacional de Bellas Artes de París, donde posteriormente impartiría clases.
Desde su fundación en 1901, se convirtió en miembro de la junta de la Escuela de Nancy. Su arte en Nancy simbolizó la permanencia del arte clásico y oficial de la Tercera República Francesa.
Creó numerosas esculturas y monumentos funerarios, además de bustos y medallones de personajes famosos o prominentes de Lorena, como el de Erckmann en los bosques de Luneville, el de Guy Ropartz , el del Dr. Friot o el diseñador Grandville, por los que se le reconoce. También fue el creador de los monumentos en Fontenoy y Longwy. Fue uno de los principales contribuyentes de Nancy a la cerámica Keller y Guerin en Luneville, a los que ofreció muchos modelos de inspiración vegetal.
Majorelle publicó los trabajos de Bussiere.

## Obras
Entre las mejores y más conocidas obras de Bussiére se encuentran:
- busto de Erckmann en los bosques de Luneville,
- busto de Guy Ropartz,
- busto del Dr. Friot,
- busto del diseñador Grandville
- monumento en Fontenoy
- monumento conmemorativo llamado "monumento a los Defensores de Longwy".
- Modelos de inspiración vegetal para las cerámicas Keller y Guerin en Luneville.

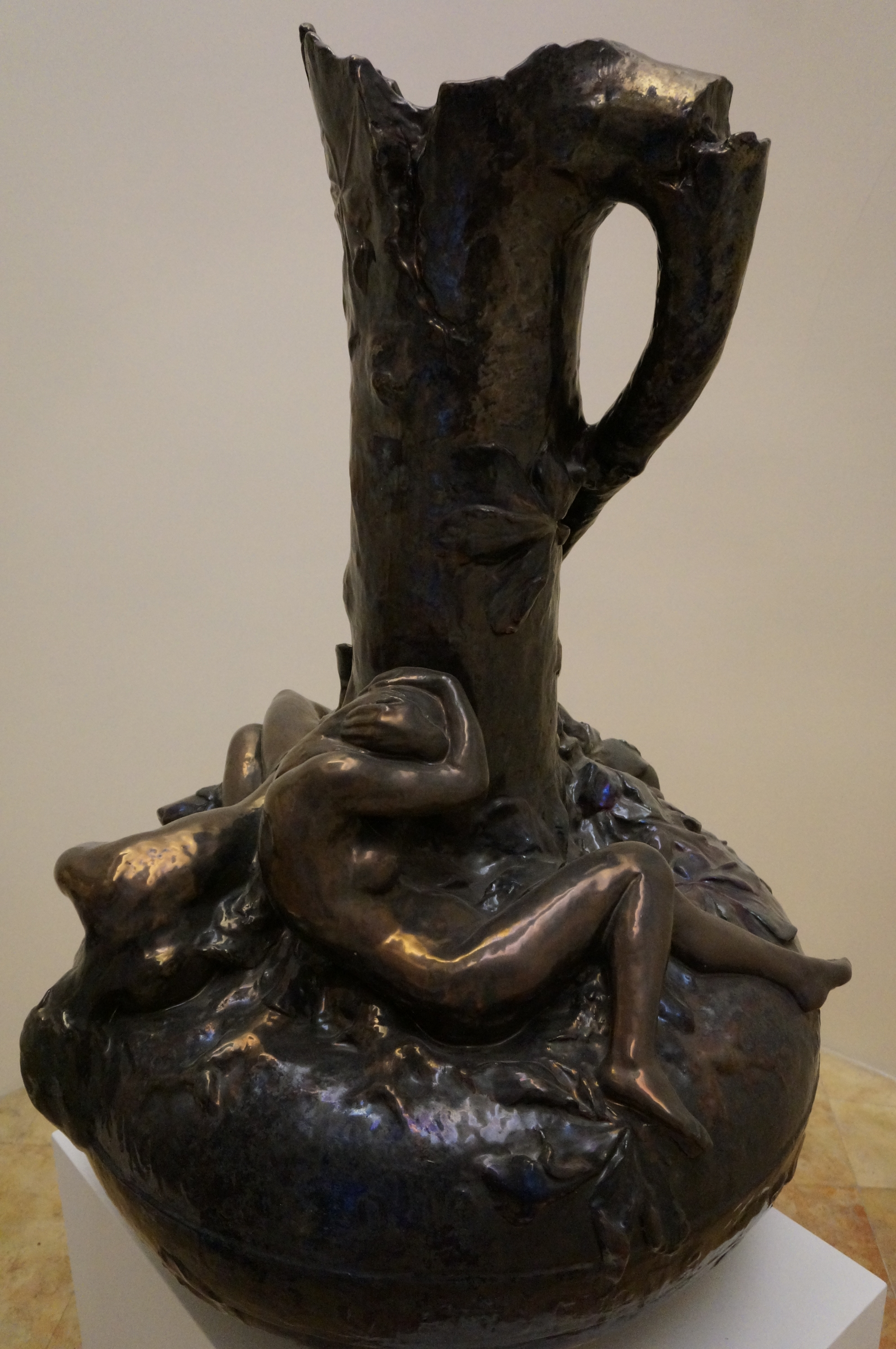
cerámica.
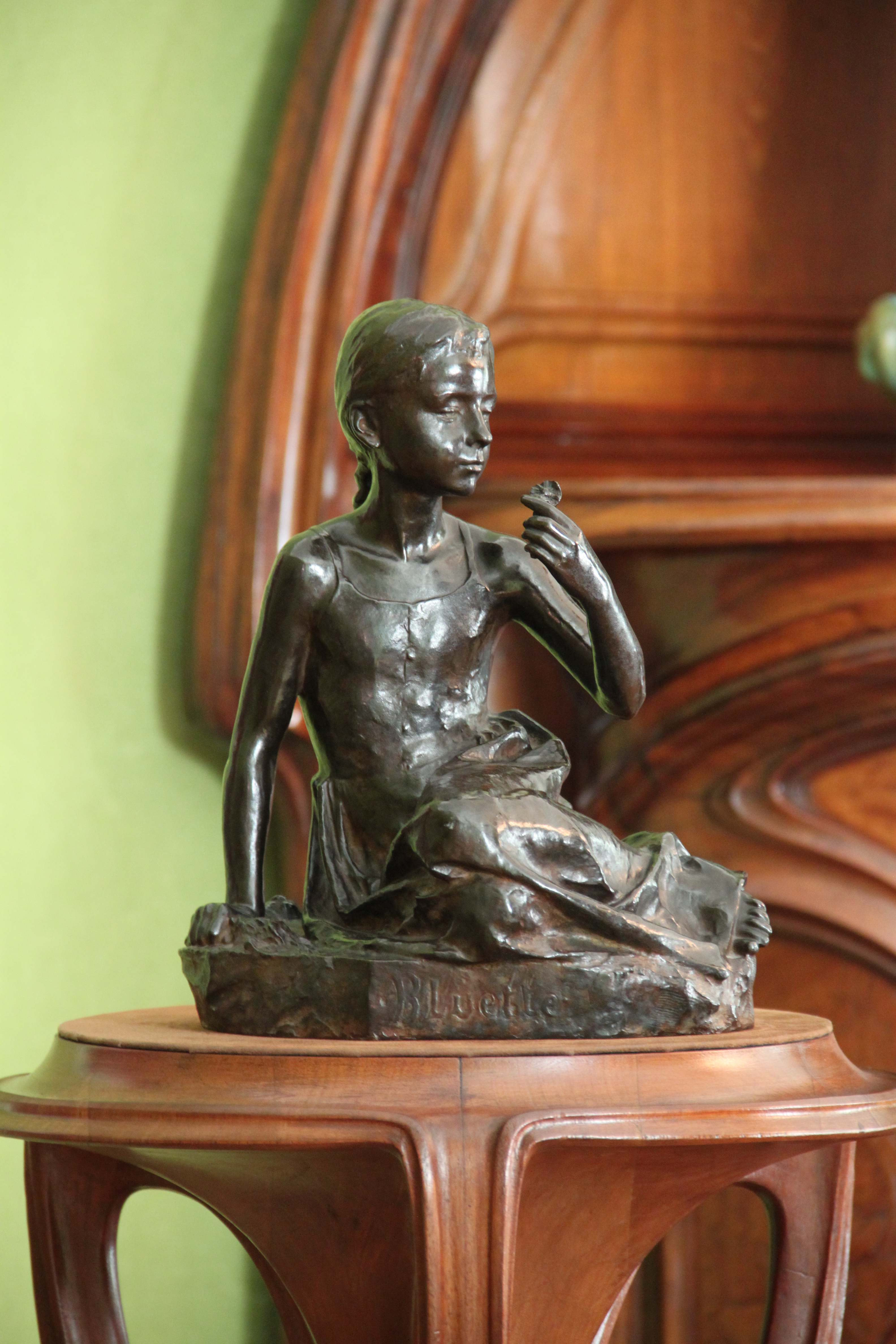
La Bluette, bronce
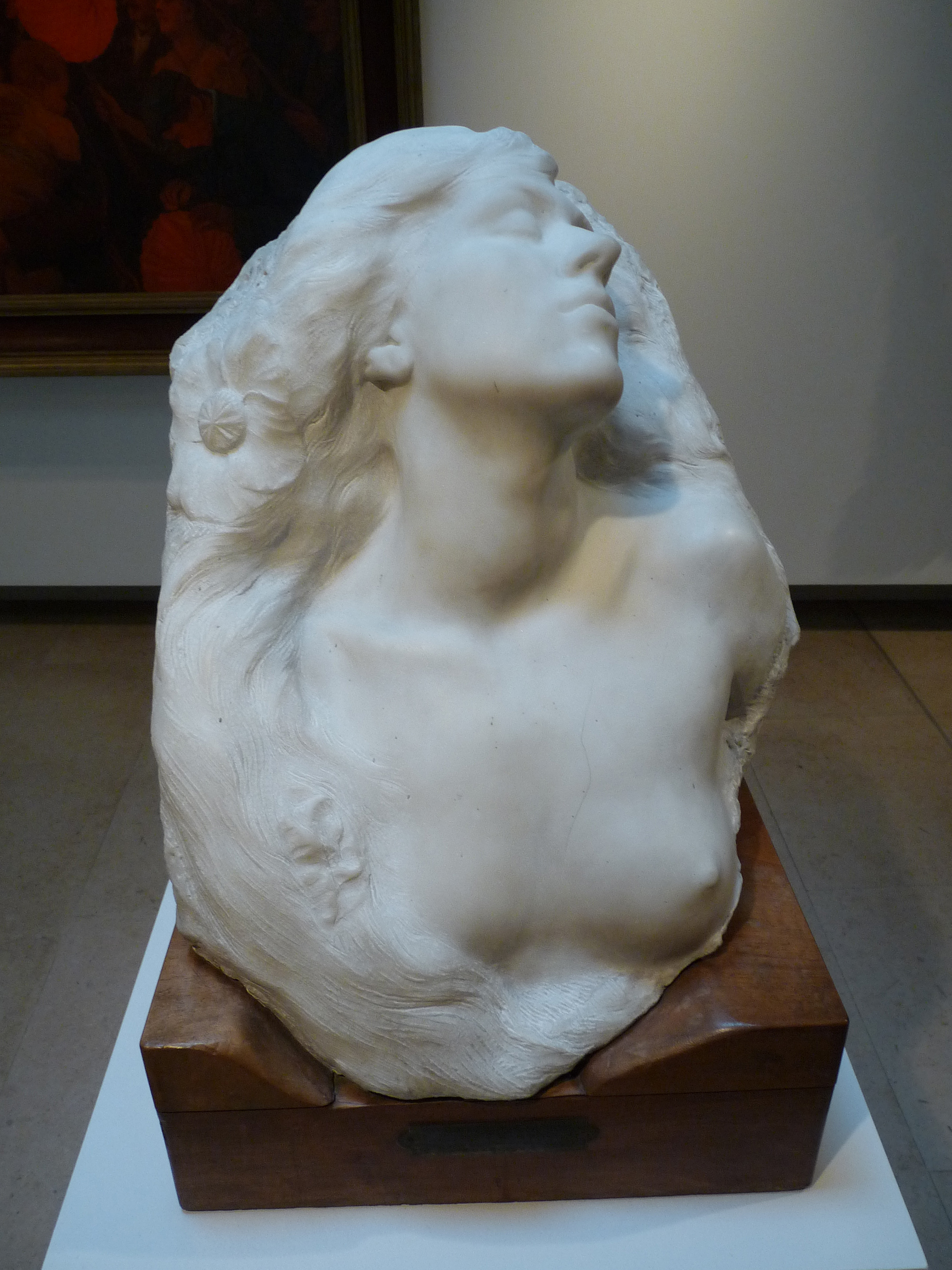
Le Sommeil , en el Museo de Bellas Artes de Nancy
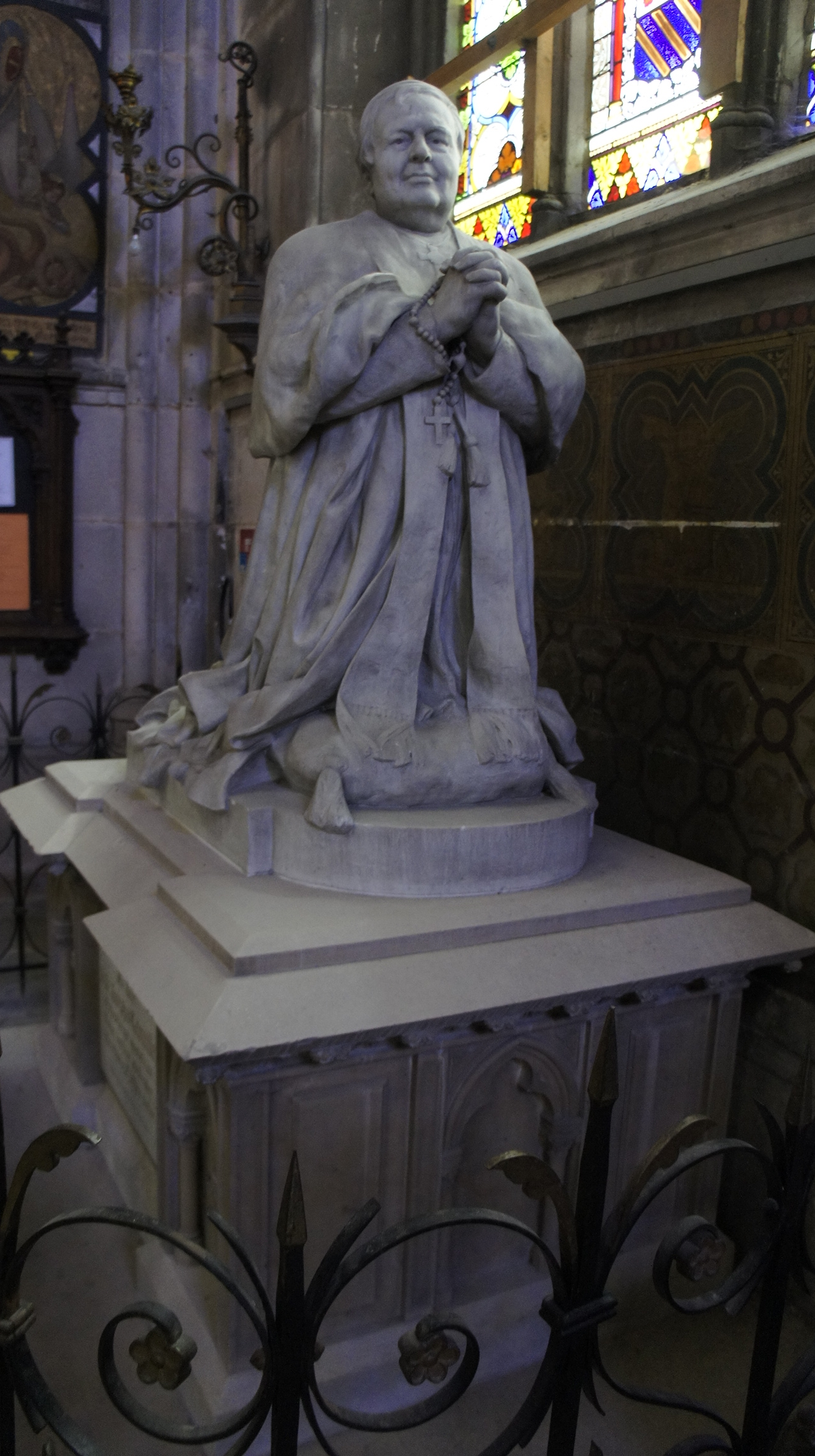
Trouillet.
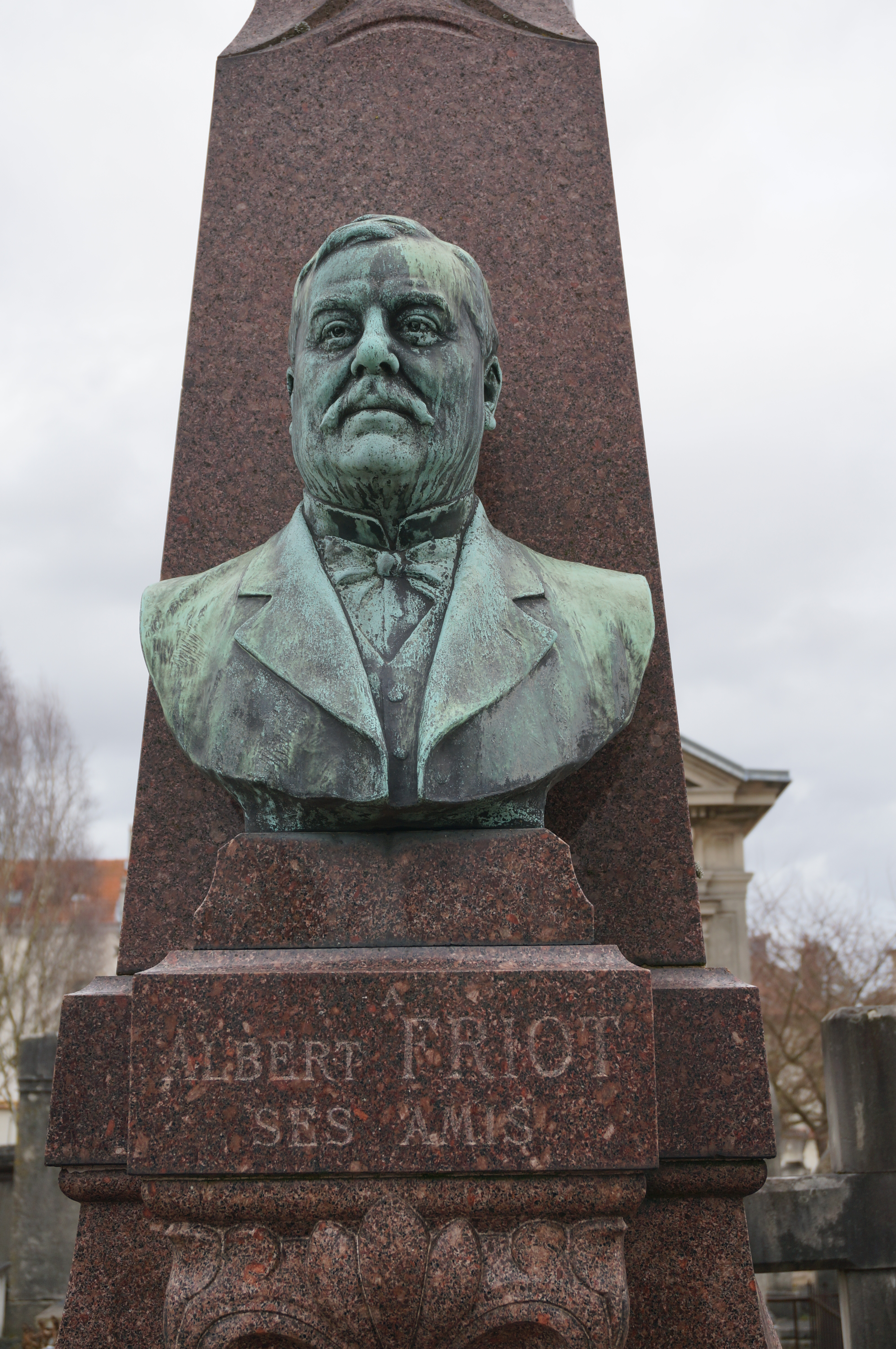
Friot.